# Marthe Niel
Pour les articles homonymes, voir Niel.
Marthe Niel est une aviatrice française, née Marie Ange Denieul le 29 décembre 1878 à Paimpont (Ille-et-Vilaine) et morte le 18 novembre 1928 à Rennes (Ille-et-Vilaine). Elle est la seconde femme à obtenir son brevet de pilote d'avion en France, faisant date dans l'histoire de l'aviation féminine, avec Élisa Deroche, Thérèse Peltier, Hélène Dutrieu, Marie Marvingt et Amelia Earhart.

## Biographie
Marthe Niel est son pseudonyme d'aviatrice. Pendant deux ans, elle voyage en Amérique en automobile. Marthe Niel obtient le brevet de pilote no 226 de l'Aéro-Club de France le 29 août 1910 sur un monoplan Koechlin ; elle est la seconde femme aviatrice brevetée en France, juste après Élisa Deroche. 
Elle se produit alors à différents meetings aériens, spectacles très en vogue à l'époque.
- Grande Semaine d'aviation de la Champagne en juillet 1910 ;
- Dijon[6], du 22 au 25 septembre 1910, avec Barrier, Eugène Renaux, René Hanriot, Simon, Martinet, Rigal ;
- Bruxelles (Stockel), du 21 au 29 octobre 1910, avec, entre autres, René Labouchère, Prevost ;
- Périgueux[7],[8], du 22 au 24 avril 1911, avec René Labouchère, Jules Fischer, Mallard ;
- Gaillac[9], du 20 au 22 mai 1911, avec Joseph Frantz, René Labouchère.
- Tulle, fin juillet 1911 ;
- Ussel, le 7 août 1911.

À Dijon, elle reçut un prix spécial.
À Périgueux, elle captiva le public. Elle laissa d'abord son jeune mécanicien Joseph Frantz piloter son monoplan (breveté le 3 février 1911 sur un appareil Koechlin. Joseph Frantz deviendra un pilote célèbre de la guerre 14-18). Elle décolla à son tour et frôla la cime des arbres bordant la route de Bordeaux et piqua du nez à l'atterrissage, causant des dégâts légers à l'hélice et cassant la béquille correspondant aux roues des patins.
Elle épouse Pierre Fontalbat, marchand de vin, le 9 mai 1900 à Paris. Elle exerce alors la profession de cuisinière. Le couple divorce le 4 février 1904.
Le 18 novembre 1915, elle épouse à Paimpont le constructeur d'avions Paul Koechlin ; celui-ci décèdera le 17 août 1916 durant la bataille de la Somme.
Après un remariage le 5 août 1919 avec Raymond Clerc, elle décède en 1928 à Rennes des suites d'une intervention chirurgicale. Le 26 mai 1929, ses biens sont vendus aux enchères au Pont-du-Secret, à Paimpont.

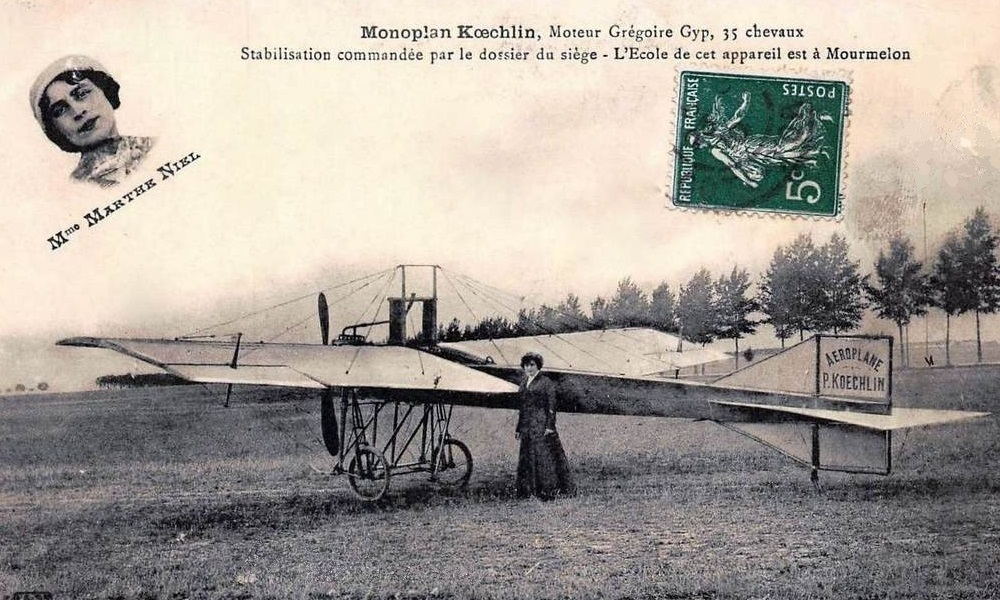
Monoplan Koechlin Marthe Niel, 1910.

## Reconnaissance
- Une rue porte son nom à Rennes.
- Une école primaire porte son nom à Paimpont.